# Računalniške novice
Računalniške novice je slovenska računalniška revija, ki jo od leta 1996 izdaja podjetje Stromboli marketing d.o.o. (Nevtron & Company do leta 2017).
Izhaja vsak drugi in četrti četrtek v mesecu. Vzporedno s tiskano izdajo od leta 2001 izhaja tedenska elektronska izdaja.